# بييرو فيراري
بييرو فيراري (بالإيطالية: Piero Lardi Ferrari)‏ هو مهندس ورائد أعمال إيطالي، ولد في 22 مايو 1945 في كاستلفترو دي مودينا في إيطاليا.